# Mwamagembe
Mwamagembe (auch Namagembe) ist ein Verwaltungsbezirk (englisch Ward) des Distrikts Itigi in der tansanischen Region Singida.

## Geografie
Mwamagembe ist ein Bezirk im nördlichen Zentralteil von Tansania etwa 100 Kilometer Luftlinie südwestlich der Distrikthauptstadt Itigi. Bei der Volkszählung 2022 lebten 18.114 Menschen in 2849 Haushalten auf einer Fläche von 1684 Quadratkilometern.
Der Bezirk grenzt im Nordwesten und im Westen an die Region Tabora und sonst an Bezirke des Distrikts Itigi:
| Kilumbi | Kalangali                                   |                     |
| Kiloli  | Kompassrose, die auf Nachbargemeinden zeigt |                     |
|         | Rungwa                                      | Rungwa-Wildreservat |

## Gliederung
Der Bezirk besteht aus zwei Gemeinden (swahili Mtaa) mit sieben Orten (Kitongoji):
| Kintanula - Ujerumani - Mabondeni - Matumaini - Ujerumani B | Mwamagembe - Isingiwe - Mabatini - Game |

## Wirtschaft und Infrastruktur
- Landwirtschaft: Die wichtigsten Anbauprodukte sind Mais, Hirse, Sorghum, Maniok, Süßkartoffeln und Erdnüsse.[8]
- Gesundheit: In jeder der beiden Gemeinden Kintanula[9] und Mwamagembe[10] gibt es eine staatliche Apotheke.